# Anibontes longipes
Anibontes longipes là một loài nhện trong họ Linyphiidae.
Loài này thuộc chi Anibontes. Anibontes longipes được Ralph Vary Chamberlin & Wilton Ivie miêu tả năm 1944.